# Kurtis Kraft 500C
O  Kurtis Kraft 500C é o modelo da Kurtis Kraft utilizado entre 1954 e 1960. Foi guiado por Fred Agabashian, Red Amick, Chuck Arnold,  Manny Ayulo, Tony Bettenhausen, Art Bisch, Tony Bonadies, Bob Christie, Art Cross, Jimmy Daywalt, Lee Drollinger, Len Duncan, Don Edmunds, Ed Elisian, Walt Faulkner, Johnny Fedricks, Pat Flaherty, Sam Hanks, Gene Hartley, Bill Holland, Bill Homeier, Van Johnson, Johnny Kay, Andy Linden, Jack McGrath, Jim McWithey, Mike Nazaruk, Pat O'Connor, Johnnie Parsons, Dick Rathmann, Jim Rathmann, Jimmy Reece, Eddie Russo, Paul Russo, Troy Ruttman, Bob Sweikert, Shorty Templeman, Johnnie Tolan, Jerry Unser, Bob Veith, Bill Vukovich, Rodger Ward, Leroy Warriner e Spider Webb.